# Rue Grenette
Pour les articles homonymes, voir Grenette (homonymie).
La rue Grenette est une voie publique du 2e arrondissement de la ville de Lyon, en France.

## Histoire

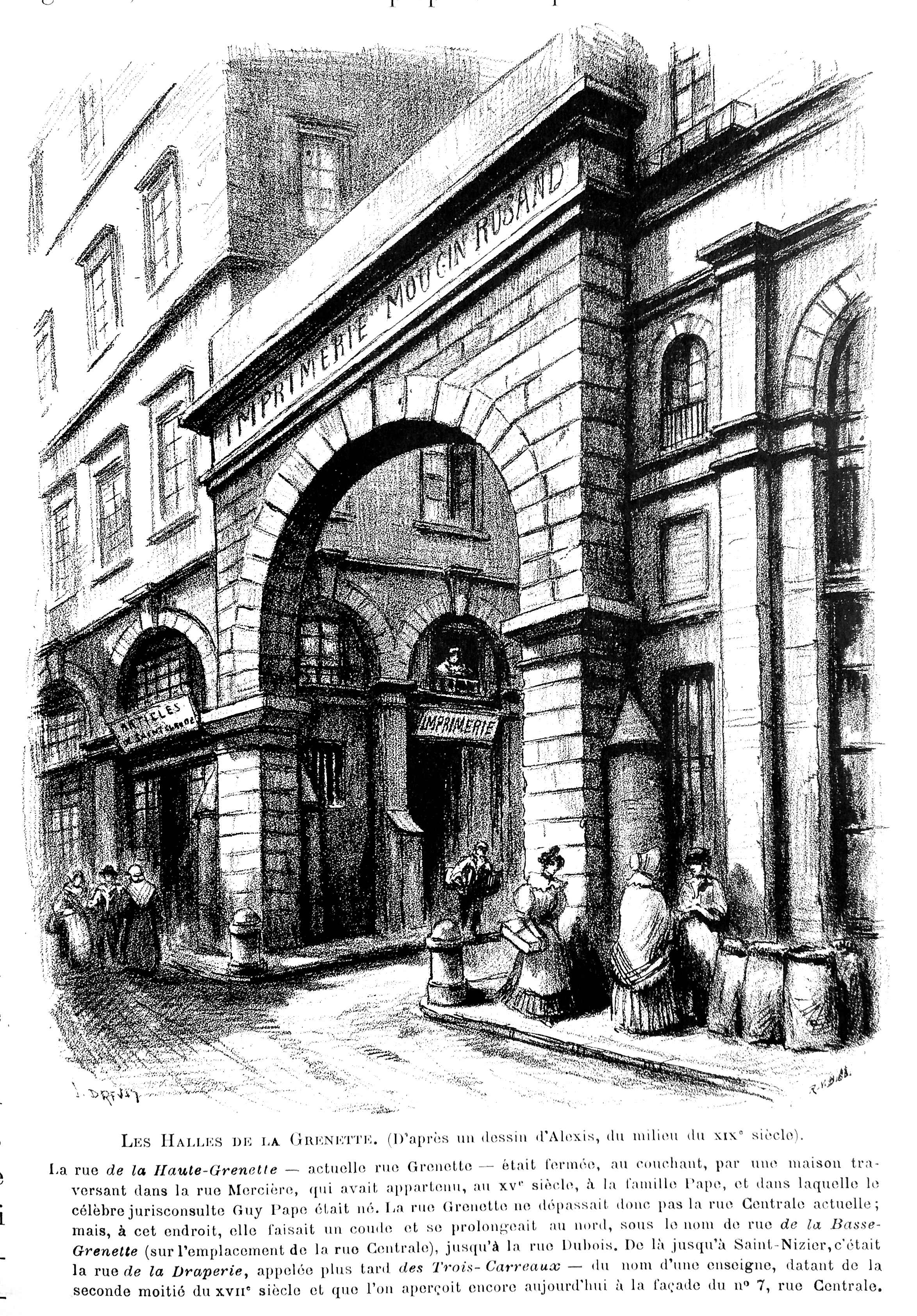
Entrée de la cour des halles de la Grenette

La rue de la Grenette est attestée pour la première fois en 1193. Elle tire son nom des halles de la Grenette, lieu d'entreposage et de vente du grain. Le bâtiment est des halles de la Grenette existe toujours le long de la rue de Brest entre les rues Grenette et Tupin.
Jusqu'au XIXe siècle, la rue relie la place des Cordeliers à la rue Basse-Grenette. En 1764, Jean-Antoine Morand propose de percer une nouvelle rue nord-sud à l'emplacement de la rue Basse-Grenette, afin de relier les Terreaux à la place Bellecour, et de prolonger la rue Grenette vers la Saône. Le projet est repris en 1814-1821 par Louis Benoît Coillet, voyer de la ville. La rue Centrale (actuelle rue de Brest) est ouverte à la circulation le 15 juillet 1850.
Toutefois, le prolongement de la rue Grenette à l'ouest de cette nouvelle voie, n'est décrété d'utilité publique que le 3 mai 1856. Les démolitions pour le percement de cette nouvelle section commencent en juin 1857. Le projet s'insère dans les grands travaux de Lyon dirigés par le préfet Vaïsse (percement de la rue Édouard-Herriot et de la République). La rue existante fait l'objet d'un redressement et d'un alignement. Ces travaux continuent jusqu'en 1904. La plupart des immeubles de la rue datent donc de la deuxième partie du XIXe siècle.
Le plan d'urbanisme directeur de 1958 prévoit l'élargissement de toute la rue Mercière. En 1959, des projets sont proposés et une première tranche est définie allant de la place d'Albon à la rue Grenette. Finalement c'est la seule partie du projet qui est réalisée. La partie sud (îlot entre les rues Dubois et Grenette) est démolie en 1979. Les architectes Levasseur et Girodet bâtissent en 1980-1981 l'immeuble existant.
Le pont Maréchal-Juin est construit entre 1970 et 1973 pour franchir la Saône dans l'alignement de la rue Grenette.
Le 29 février 2020, veille de derby entre l'Olympique Lyonnais et l'AS Saint Étienne, un affrontement entre une centaine de supporters lyonnais et une centaine de supporters stephanois eu lieu dans la rue Grenette, avec une victoire des lyonnais.

### Urbanisme

#### Rue réservée aux bus
Le 1er juin 2025, dans le cadre du projet d’aménagement de la voirie du centre-ville « Presqu’île à vivre », la circulation motorisée est réservée aux seuls bus rue Grenette, et ce dans les deux sens de circulation, là où la rue était auparavant en sens unique ouest-est.

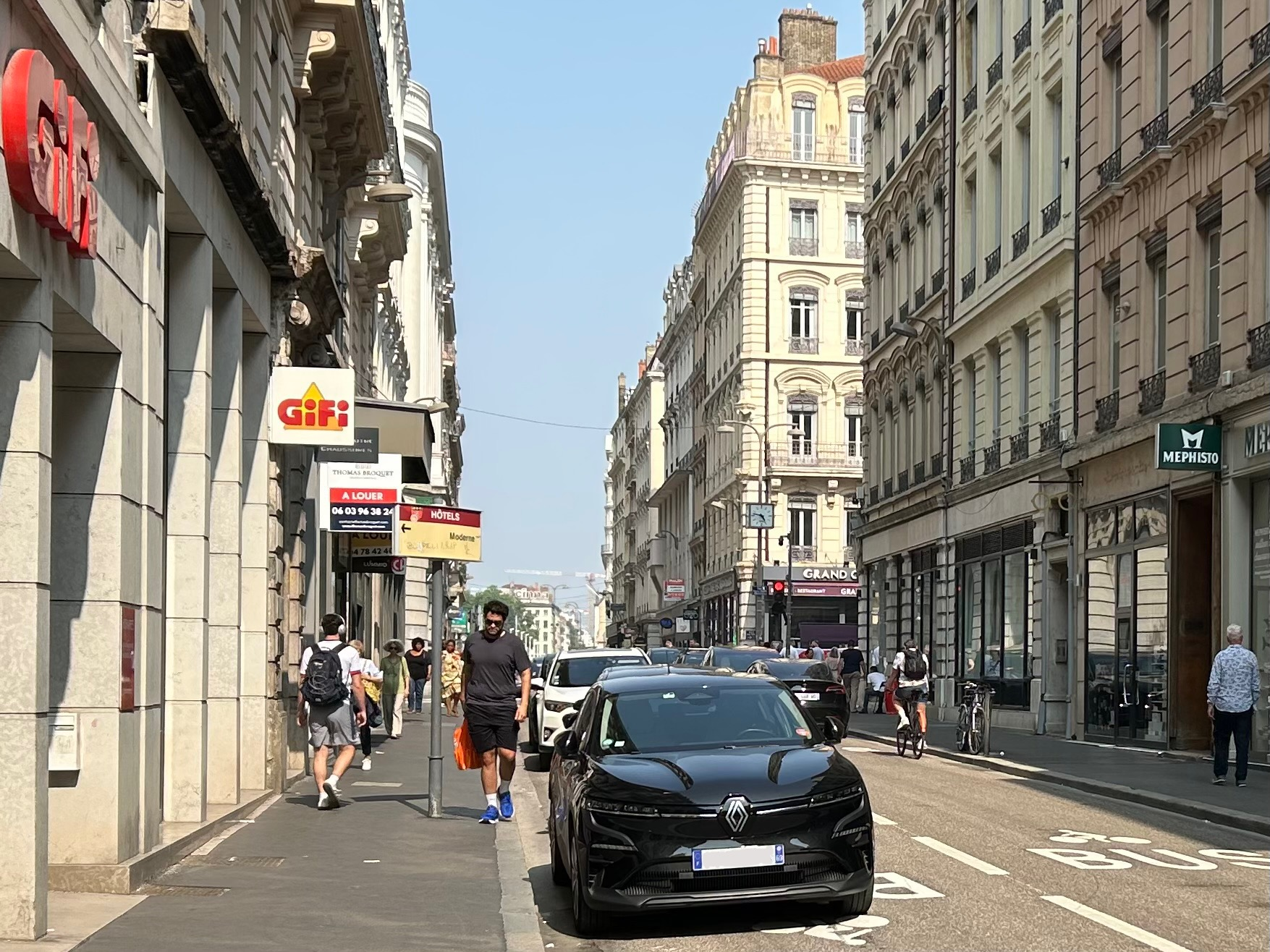
La rue bloquée le 10 juin 2025 par des VTC garés sur ses voies de circulation.

#### Protestations contre la ZTL lyonnaise
Le 10 juin 2025, en guise de protestation contre la mise en place d’une zone à trafic limité dans la Presqu'île, des VTC bloquent l’accès à la rue en y garant leurs voitures sur les voies de circulation et en organisant un barbecue à l’intersection de la rue Grenette avec la rue du Président-Édouard-Herriot.